# Haeromys minahassae
Haeromys minahassae é uma espécie de roedor da família Muridae.
Apenas pode ser encontrada na Indonésia.